# Merkin Valdez
Merkin Valdez Mola (né le 5 novembre 1981 à San Cristóbal, République dominicaine) est un lanceur droitier de baseball qui évolue dans les Ligues majeures de 2004 à 2011.

## Carrière
Merkin Valdez signe son premier contrat professionnel en 1999 avec les Braves d'Atlanta. Il est au départ connu sous un faux nom, Manny Mateo. Le 17 décembre 2002, alors qu'il évolue toujours en ligues mineures, Valdez et le lanceur gaucher Damian Moss sont transférés aux Giants de San Francisco en retour du lanceur droitier Russ Ortiz. Valdez fait ses débuts dans les majeures avec les Giants le 1er août 2004. Il passe les années suivantes soit en ligues mineures, soit en convalescence après une opération pour remplacer des ligaments dans un coude. Il revient dans les majeures en 2008 avec San Francisco. Sa seule décision de la saison en 17 matchs, dont un comme lanceur partant, pour les Giants est sa première victoire dans les grandes ligues, remportée le 30 avril 2008 sur les Rockies du Colorado. En 16 manches lancées, il maintient sa moyenne de points mérités à 1,69.
En 2009, Valdez joue 48 parties comme lanceur de relève des Giants et affiche une moyenne de points mérités de 5,66 en 49 manches et un tiers au monticule. Il remporte deux victoires contre une défaite. Son contrat est vendu aux Blue Jays de Toronto le 20 janvier 2010 et il n'apparaît que dans deux parties de ceux-ci dans la saison qui suit.
Signé par les Dodgers de Los Angeles avant la saison 2011, il est libéré de son contrat sans porter les couleurs de l'équipe et est récupéré durant l'été par les Rangers du Texas, pour qui il fait 5 sorties en relève. Il rejoint en janvier 2012 l'organisation des Athletics d'Oakland mais n'obtient jamais de rappel au niveau majeur.